# Metylacetat
Metylacetat eller metyletanoat är en ester av metanol och ättiksyra med formeln CH3CO2CH3.

## Egenskaper
Metylacetat är ett fettlösligt och något vattenlösligt (upp till 25% vid 20 °C) protiskt lösningsmedel. Vid kontakt med en stark bas hydrolyseras det till metanol och ättiksyra.

## Framställning
Metylacetat framställs genom förestring av metanol och ättiksyra med svavelsyra som katalysator.

## Användning
Metylacetat används som lösningsmedel i lack, målarfärg och lim. Det används också för framställning av ättiksyraanhydrid genom en Reppe-process.
{\displaystyle {\rm {CH_{3}CO_{2}CH_{3}+CO\rightarrow (CH_{3}CO)_{2}O}}}